# مجلس قانونگذاری السالوادور
مجلس قانونگذاری السالوادور (اسپانیایی: Asamblea Legislativa‎) قوه مقننه در حکومت السالوادور است. 

## تاریخچه
این نهاد در سال ۱۸۲۴ با نام کنگره فدرال آمریکای مرکزی (اسپانیایی: Congreso Federal Centroamericano‎) تأسیس شد.